# Ruwim Koenman
Ruwim Hryhorowycz Koenman, ukr. Рувім (Роман) Григорович Коенман, ros. Рувим (Роман) Григорьевич Коенман, Ruwim (Roman) Grigorjewicz Koenman (ur. 1914 w Imperium Rosyjskim, zm. XX wieku) – ukraiński trener piłkarski pochodzenia żydowskiego.

## Kariera trenerska
W 1964 został zaproszony do sztabu szkoleniowego Łokomotywu Winnica. Od lipca do 15 września 1964 roku pełnił obowiązki głównego trenera Łokomotywu. Potem do 1967 roku pracował na stanowisku dyrektora technicznego winnickiego zespołu. W 1969 pracował na identycznym stanowisku w Awanhardzie Tarnopol. Od 1971 do 1974 ponownie był zatrudniony w Łokomotywie.